# Centre de recerca i tecnologia nuclear d'Esfahan
El Centre de Recerca i Tecnologia Nuclear d'Esfahan (el nom alternatiu del qual és de Centre Internacional de Ciència i Tecnologia Nuclear ) és el major centre científic atòmic de l'Iran, situat al sud-est de la ciutat d'Esfahan, al centre del comtat d'Esfahan, i amb una capacitat de  La seva façana és Pishgam Energy Industries Corporation.
El centre de recerca opera tres reactors nuclears xinesos i forma part del programa nuclear iranià.

## Descripció
Segons l'Acord de Viena sobre el programa nuclear de l'Iran, la instal·lació està subjecta a una vigilància limitada per part de l'Agència Internacional de l'Energia Atòmica (IAEA), en el marc del programa del Pla d'Acció Integral Conjunt. Durant la guerra entre Israel i l'Iran, el centre de recerca va ser bombardejat i greument danyat per Israel i els Estats Units.
El districte nuclear d'Esfahan inclou (principalment proveït per Xina ):
- MNSR – Reactor de font de neutrons en miniatura de 27 kW
- Reactor subcrític d'aigua lleugera (LWSCR)
- Reactor d'aigua pesada de potència zero (HWZPR)
- Reactor subcrític de grafit (GSCR)

Va passar a anomenar-se Instal·lació de Conversió d'Urani (UCF).

## Història
Va ser fundada a la dècada de 1970, durant els últims anys de Iran Pahlaví, amb ajuda francesa.
El centre de recerca es va fundar a la dècada del 1970 a la Universitat d'Esfahan amb el suport de l'empresa francesa Technique Atom. El primer reactor nuclear, un reactor xinès de font de neutrons en miniatura (MNSR), es va posar en servei el 1994. L'agost de 2005, l'Iran va reiniciar la planta i va començar a convertir l'urani en hexafluorur d'urani, que és necessari per enriquir urani.
La Resolució 1747 del Consell de Seguretat de l'ONU de 2007 va declarar que el Centre de Recerca i Producció de Combustible Nuclear d'Esfahan (NFRPC) i el Centre de Tecnologia Nuclear d'Esfahan (ENTC) participen en l'enriquiment d'urani. El director de les instal·lacions, Amir Rahimi, va ser inclòs en una llista de sancions.
El 2024, l'Iran va anunciar la construcció d'un quart reactor de recerca a Esfahan.

### Atacs aeris israelians de 2025
Durant la guerra israeliano-iraniana, l'exèrcit israelià va llançar atacs aeris contra les instal·lacions el 13 de juny de 2025. Edificis importants com la planta de conversió d'urani van resultar danyats, així com també va danyar la planta de fabricació de plaques de combustible i un quart edifici crític.
El 22 de juny de 2025, les Forces Aèries dels Estats Units van llançar atacs contra les instal·lacions nuclears de l'Iran. El centre de recerca d'Esfahan va ser atacat per submarins que utilitzaven míssils de creuer Tomahawk.